# Johann Christian Friedrich Kühnau

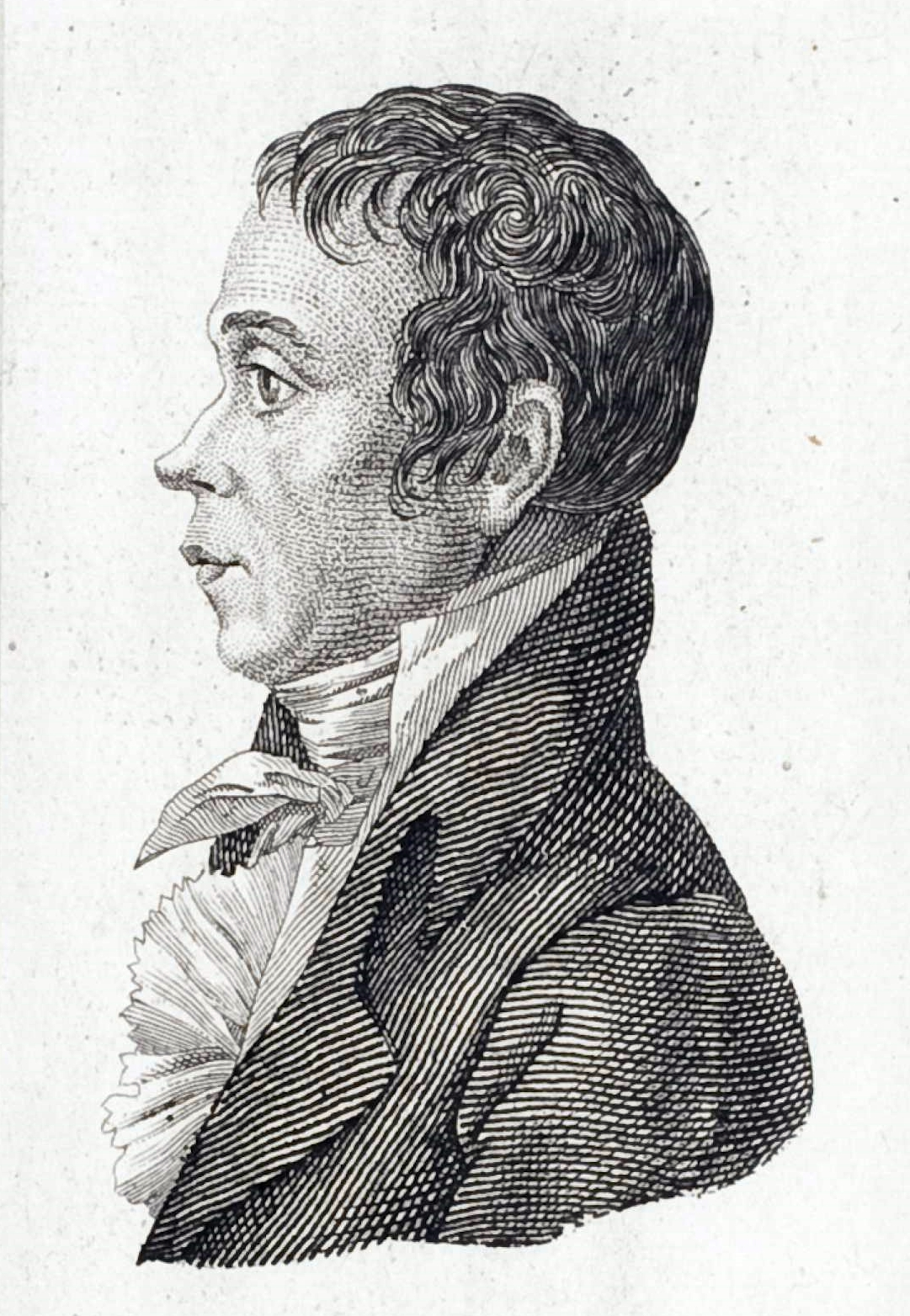
Johann Christian Friedrich Kühnau

Johann Christian Friedrich Kühnau (* 3. September 1782 in Berlin; † 27. August 1813) war Lehrer am Friedrich-Wilhelm-Gymnasium in Berlin, evangelischer Theologe sowie Schriftsteller und zuletzt Offizier der Berliner Landwehr.

## Leben
Er wurde 1782 als Sohn des Berliner Kantors und Komponisten Johann Christoph Kühnau geboren und fiel während den Befreiungskriegen 1813 in der Schlacht bei Hagelberg bei Lübnitz (Mittelmark, heute Stadtteil von Bad Belzig).
Nachlässe und Deposita werden in der Staatsbibliothek zu Berlin, Preußischer Kulturbesitz aufbewahrt.

## Schriften
- Friedrich Herzberg, Johann Christian Friedrich Kühnau, Einige Bemerkungen über den Einfluss der jetzigen ausserordentlichen Zeitumstände auf das Schulwesen und die wissenschaftliche u. sittliche Cultur des Preussischen Staats. 1813
- Jonathan, Saul's Sohn : ein Freundschaftsgemälde nach d. heiligen Urkunden entworfen, Salfeld, 1810